# Hostal de Can Sivila
L'Hostal de Can Sivila és una obra de Súria (Bages) protegida com a Bé Cultural d'Interès Local.

## Descripció
Es tracta d'un edifici situat a la vorera de la carretera C-1410 (de Súria a Cardona) de planta rectangular, coberta a doble vessant i quatre altures. La construcció ha sofert remodelacions. Destaca la simetria de la composició de la façana, aconseguida per la distribució dels vans allindats. A la façana sud destaquen dos arcs dobles.

## Història
L'edifici va ser construït per a hostal de traginers, però va anar evolucionant, amb funció similar fins a la dècada del 1960.